# Palanti
Palanti ist ein italienischer Familienname.

## Etymologie
Palanti leitet sich ab von dem griechischen Pallas/Pallade, einem Epitheton der griechischen Göttin Athene.

## Verbreitung
Der Familienname Palanti ist in der Toskana und in der Lombardei verbreitet. In der Nähe von Florenz gibt es die größte Anzahl von Personen mit diesem Familiennamen. In der Lombardei ist er häufig in der Provinz Cremona, sowie vereinzelt in Mailand, Brescia sowie in Rom zu finden.
Der Name ist in der Lombardei seit dem 18. Jahrhundert in Casalbuttano ed Uniti nachgewiesen.
Palanti ist der Familienname folgender Personen
- Giancarlo Palanti (1906–1977), italienisch-brasilianischer Architekt
- Giuseppe Enzo Palanti (1922–1981), Komponist
- Giuseppe Palanti (1881–1945), Maler und Designer
- Mario Palanti (1885–1978), italienischer Architekt
- Riccardo Palanti (1893–1978), Maler

siehe auch
- Civico Mausoleo Palanti